# شین یونگ-کیو
شین یونگ-کیو (انگلیسی: Shin Yung-kyoo; ۳۰ مارس ۱۹۴۲ – ۱۸ مارس ۱۹۹۶) بازیکن فوتبال اهل کره شمالی بود.
از باشگاه‌هایی که در آن بازی کرده‌است می‌توان به باشگاه ورزشی مورانبونگ اشاره کرد.
وی همچنین در تیم ملی فوتبال کره شمالی بازی کرده‌است.